# Мазера
Мазѐра (на италиански: Masera, на местен диалект: Mascìra, Машира) е село и община в Северна Италия, провинция Вербано-Кузио-Осола, регион Пиемонт. Разположено е на 297 m надморска височина. Населението на общината е 1521 души (към 2010 г.).